# Btissam Lakhouad

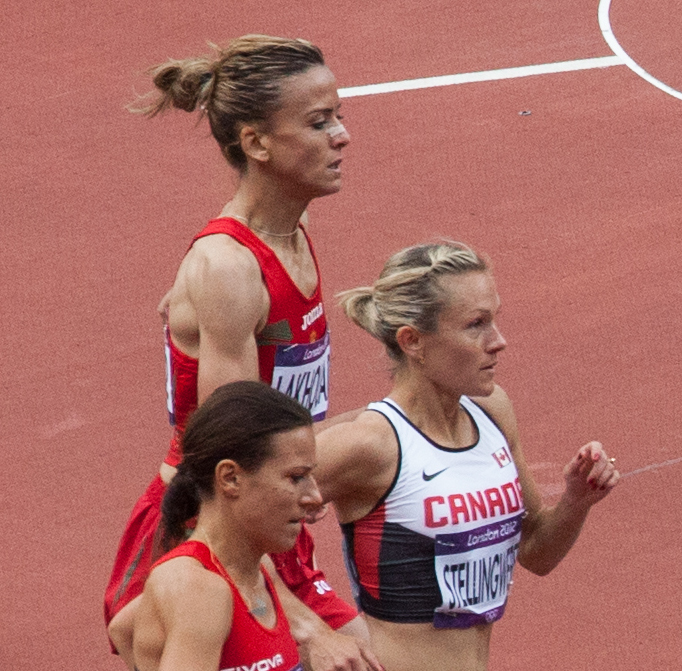
Lakhouad (hàng đầu) tại Thế vận hội mùa hè 2012

Btissam Lakhouad (sinh ngày 7 tháng 12 năm 1980) là một vận động viên chạy cự ly trung bình ở Ma-rốc, chuyên về 1500 mét. Cô đại diện cho đất nước của mình tại Thế vận hội mùa hè năm 2008 và 2012. Cô đứng thứ tư tại Giải vô địch thế giới về điền kinh năm 2011 và đã giành được huy chương tại Đại hội Thể thao Địa Trung Hải và Giải vô địch châu Phi về điền kinh.
Là người bản xứ Khouribga, cô thi đấu năm 1500   m tại cả hai trận chung kết điền kinh thế giới 2007 và 2008, lần lượt kết thúc ở vị trí thứ sáu và thứ mười một. Cô đại diện cho Maroc tại Thế vận hội mùa hè 2008 và sau khi hoàn thành thứ ba trong sức nóng của mình, cô đã đủ điều kiện cho trận chung kết của cuộc thi. Cô đã kết thúc ở vị trí cuối cùng, hai vị trí sau đồng đội Siham Hilali. Cô ấy đã cải thiện 1500   m tốt nhất đến 4: 03,23 phút tại cuộc họp Herculis năm 2009 tại Monaco và được vào bán kết trong sự kiện tại Giải vô địch thế giới năm 2009 về điền kinh. Trong cuộc thi khu vực, cô đã giành được huy chương bạc tại Đại hội Thể thao Địa Trung Hải năm 2009 và giành huy chương vàng tại Jeux de la Francophonie năm 2009, đứng đầu một cuộc càn quét huy chương của Ma-rốc.
Lakhouad chạy phụ 4 phút đầu tiên 1500 m năm 2010, ghi 3: 59,35 phút cho lần thứ hai tại Athletissima Diamond League gặp nhau vào tháng 7 để phá vỡ kỷ lục quốc gia Ma-rốc. Cô đã giành được huy chương lục địa đầu tiên của mình ngay sau đó, lấy 1500   m huy chương đồng tại Giải vô địch châu Phi năm 2010 về điền kinh. Cô cũng đứng thứ tư trong trận chung kết 800 mét. Cô cũng đã tham dự Giải vô địch quốc gia xuyên quốc gia IAAF 2010, hoàn thành thứ 34 chung cuộc. Cô đã đạt thành tích tốt nhất trong sự nghiệp ở cấp độ toàn cầu tại Giải vô địch thế giới về điền kinh năm 2011 bằng cách giành vị trí thứ tư trong 1500   m cuối cùng.
Cô chạy ở phiên bản thứ 80 của quốc gia xuyên quốc gia Cinque Mulini và đứng thứ ba.

## Thành tích
| Năm                | Giải đấu                | Địa điểm               | Thứ hạng           | Nội dung           | Chú thích          |
| Representing Maroc | Representing Maroc      | Representing Maroc     | Representing Maroc | Representing Maroc | Representing Maroc |
| ------------------ | ----------------------- | ---------------------- | ------------------ | ------------------ | ------------------ |
| 2008               | Olympic Games           | Beijing, China         | 12th               | 1500 m             | 4:07.25            |
| 2009               | Mediterranean Games     | Pescara, Italy         | 2nd                | 1500 m             | 4:12.07            |
| 2009               | World Championships     | Berlin, Germany        | 11th (sf)          | 1500 m             | 4:08.72            |
| 2009               | Jeux de la Francophonie | Beirut, Lebanon        | 1st                | 1500 m             | 4:21.39            |
| 2010               | African Championships   | Nairobi, Kenya         | 4th                | 800 m              | 2:01.75            |
| 2010               | African Championships   | Nairobi, Kenya         | 3rd                | 1500 m             | 4:11.81            |
| 2011               | World Championships     | Daegu, South Korea     | 4th                | 1500 m             | 4:06.18            |
| 2012               | Olympic Games           | London, United Kingdom | DNF                | 1500 m             | DNF                |
| 2013               | World Championships     | Moscow, Russia         | 23rd (h)           | 1500 m             | 4:09.15            |

## Thành tích cá nhân tốt nhất
| Nội dung             | Thời gian | Địa điểm             | Ngày                    |
| -------------------- | --------- | -------------------- | ----------------------- |
| 800 mét              | 2:00      | Rabat, Ma-rốc        | 27 tháng 5 năm 2012     |
| 1500 mét             | 3: 59,35  | Lausanne, Thụy Sĩ    | Ngày 8 tháng 7 năm 2010 |
| 1500 mét (trong nhà) | 4: 07,86  | Stockholm, Thụy Điển | 23 tháng 2 năm 2012     |
| Một dặm              | 4: 25,35  | Brussels, Bỉ         | 14 tháng 9 năm 2007     |
| 3000 mét (trong nhà) | 9: 08.02  | Stuttgart, Đức       | 3 tháng 2 năm 2007      |

- Tất cả thông tin được lấy từ hồ sơ IAAF. [1]